# Бангладешско-непальские отношения
Бангладешско-непальские отношения — двусторонние дипломатические отношения между Бангладеш и Непалом.
Страны разделены коридором Силигури — небольшим участком территории индийского штата Западная Бенгалия расположенным между южной частью Непала и северной частью Бангладеш. Обе страны являются членами Ассоциации регионального сотрудничества Южной Азии и Инициативы стран Бенгальского залива по многостороннему техническому и экономическому сотрудничеству.

## История

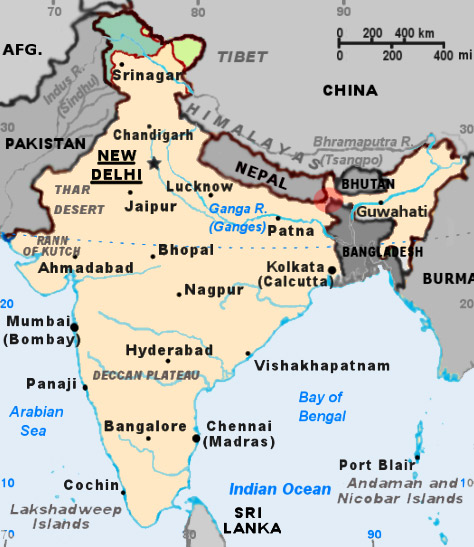
Коридор Силигури на карте.

В 1971 году во время третьей индо-пакистанской войны Непал занял нейтральную позицию, но 16 января 1972 года стал одним из первых государств мира, признавших независимость Бангладеш от Пакистана. В отместку Пакистан разорвал дипломатические отношения с Непалом. Благодаря сотрудничеству с Бангладеш Непал получил доступ к портовым сооружениям в Бенгальском заливе, что положительно сказалось на росте внешней торговли. Когда Бангладеш был частью Пакистана, сотрудничество между этими странами было ограничено. В 1975 году в Бангладеш произошёл военный переворот, после чего к власти пришло правительство, которое стало отдаляться от Индии, что в свою очередь привело к сближению Бангладеш с Непалом, так как оба эти государства стремятся противостоять влиянию их крупнейшего соседа. В апреле 1976 года страны подписали двустороннее соглашение по развитию торговли, транзита и гражданской авиации. Соглашение о транзите освобождает страны от пошлин и других сборов при перевозке грузов. В 1986 году Бангладеш потребовал участия Непала на переговорах с Индией по распределению воды из реки Ганг.

## Двусторонняя торговля
Несмотря на прогресс в двусторонних отношениях, объём товарооборота между странами составляет менее 60 млн долларов США в год. В 2008-09 годах экспорт из Бангладеш в Непал составил сумму в 6,7 млн долларов США (фармацевтические препараты, одежда, пластик, изделия кустарного промысла и другие товары). Непал экспортировал в Бангладеш товаров на 53 млн долларов США (сельскохозяйственная продукция, такая как: бобовые, чечевица, рис и пшеница).

### Транзитный маршрут
В 1998 году между Индией и Бангладеш был подписан договор, который обеспечил непальским товарам свободный доступ в Бангладеш через транзитный маршрут в Индии. В 2010 году премьер-министр Индии Манмохан Сингх и премьер-министр Бангладеш Шейх Хасина выступили с совместным заявлением, в котором сообщили о решении предоставить Непалу и Бутану свободный транзитный доступ к бангладешским портам.